# Gynaecoloog
Een gynaecoloog of vrouwenarts is een arts die gespecialiseerd is in de vrouwenziekten, ofwel gynaecologie. 
De gynaecoloog houdt zich onder meer bezig met:
- Afwijkingen en ziekten van de vrouwelijke geslachtsorganen: infecties en ontstekingen, kanker, verzakkingsproblemen, incontinentie, hormonale problemen met of zonder menstruatiecyclus afwijkingen, seksuele problemen.
- Zwangerschap en bevalling, met name die zwangerschappen en bevallingen die niet goed verlopen, prenatale diagnostiek.
- Fertiliteitsstoornissen.

Behandelingen van deze ziekten en afwijkingen kunnen bestaan uit:
- Medicamenteuze behandeling.
- Operatieve behandeling.

## Opleiding tot gynaecoloog
De opleiding tot gynaecoloog in Nederland bestaat uit:
- Studie geneeskunde - 6 jaar
- 6 jaar specialiseren in het ziekenhuis tot gynaecoloog

## Bekende gynaecologen
- Anthonius Wilhelm Cornelis Berns
- Reinier de Graaf
- Ernst Gräfenberg

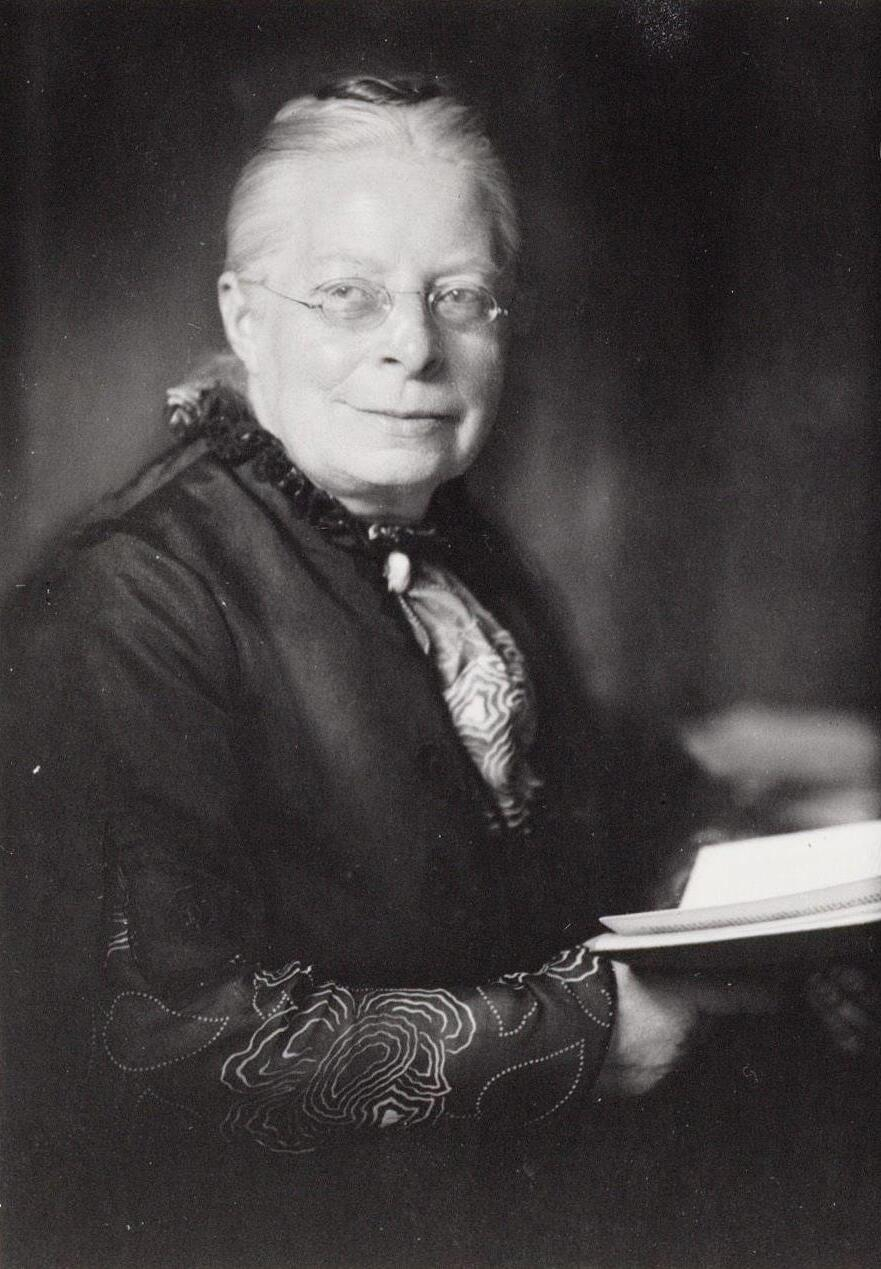
Catharine van Tussenbroek (1922) Foto: Jacob Merkelbach

- Anna Petronella van Heerden, de eerste Zuid-Afrikaanse vrouw die als arts promoveerde
- William Bernard Huddleston Slater
- Mieke Kerkhof
- Denis Mukwege
- J. Marion Sims (1813-1883)
- Marleen Temmerman
- Hector Treub
- Catharine van Tussenbroek, eerste vrouwelijke gynaecoloog van Nederland